# Eriochilus
Eriochilus – rodzaj roślin z rodziny storczykowatych (Orchidaceae). Obejmuje 11 gatunków występujących w Australii w stanach Nowa Południowa Walia, Queensland, Australia Południowa, Tasmania, Wiktoria, Australia Zachodnia.

## Systematyka
Rodzaj sklasyfikowany do podplemienia Caladeniinae w plemieniu Diurideae, podrodzina storczykowe (Orchidoideae), rodzina storczykowate (Orchidaceae), rząd szparagowce (Asparagales) w obrębie roślin jednoliściennych.
Wykaz gatunków
- Eriochilus collinus D.L.Jones & R.J.Bates
- Eriochilus cucullatus (Labill.) Rchb.f.
- Eriochilus dilatatus Lindl.
- Eriochilus helonomos Hopper & A.P.Br.
- Eriochilus magenteus D.L.Jones
- Eriochilus paludosus D.L.Jones & R.J.Bates
- Eriochilus petricola D.L.Jones & M.A.Clem.
- Eriochilus pulchellus Hopper & A.P.Br.
- Eriochilus scaber Lindl.
- Eriochilus tenuis Lindl.
- Eriochilus valens Hopper & A.P.Br.